# Młot Charpy’ego

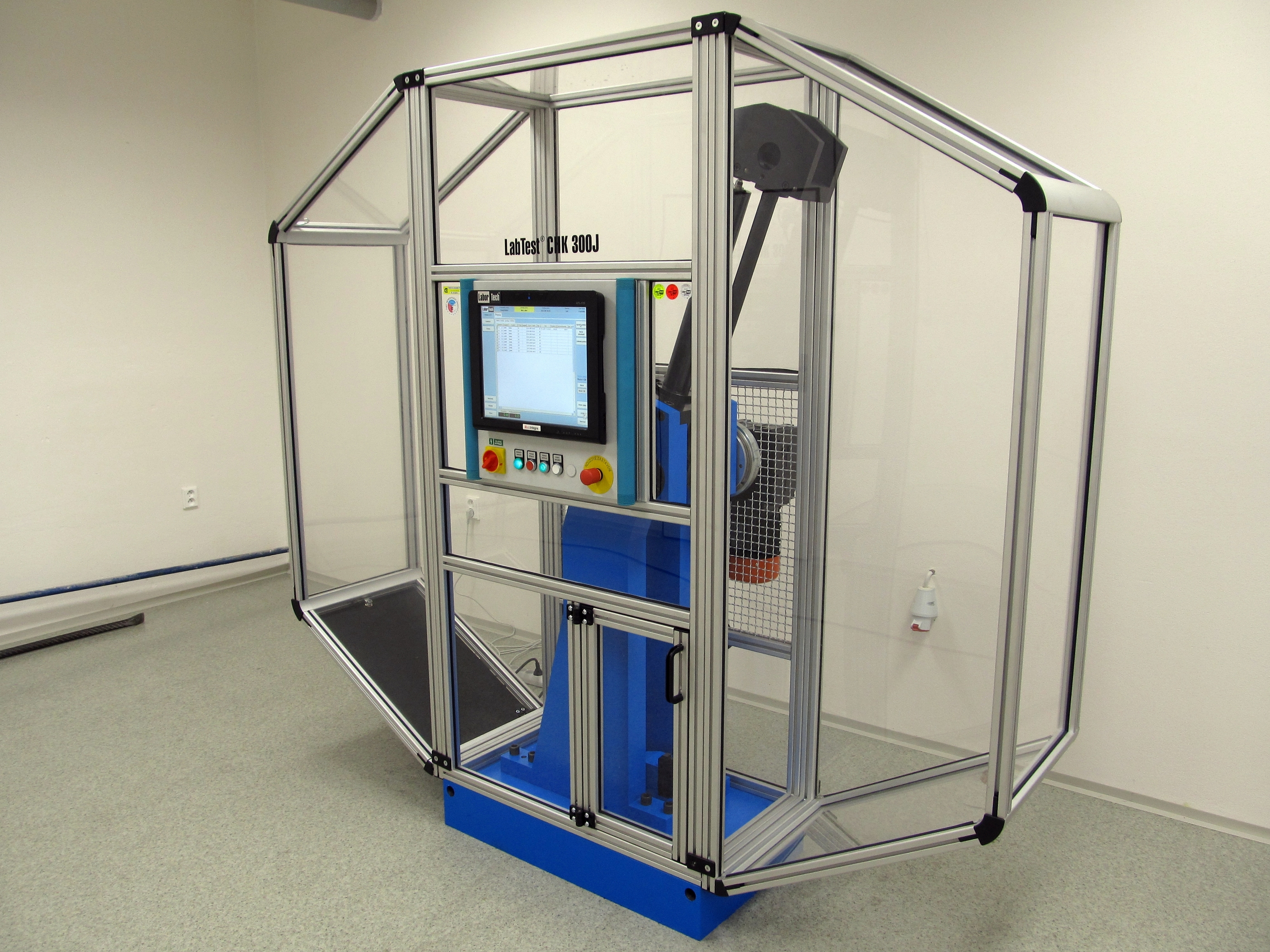
Przykładowy Młot Charpy’ego (LaborTech).

Młot Charpy’ego – urządzenie, za pomocą którego dokonuje się pomiaru udarności poszczególnych materiałów w postaci specjalnie przygotowanych próbek.
Miarą udarności jest stosunek pracy, jaka została włożona, aby zniszczyć próbkę, do pola powierzchni przekroju w miejscu występowania karbu.
Umożliwia on wyznaczenie energii potrzebnej do udarowego złamania (pracy łamania {\displaystyle K}) próbki podpartej końcami na dwóch podporach za pomocą uderzającego w nią środkowo wahadła. Praca łamania {\displaystyle K} [J] jest różnicą energii potencjalnej młota w położeniu początkowych {\displaystyle K_{max}} i końcowym {\displaystyle K_{min}.} Do ich obliczenia, przy danej masie wahadła {\displaystyle m} i długości ramienia {\displaystyle R,} konieczna jest znajomość kątów {\displaystyle \alpha } i {\displaystyle \beta ,} określających położenia wahadła przed złamaniem i po złamaniu próbki.
Młot Charpy’ego składa się z podstawy i dwóch słupów w których łożyskowane jest wahadło z bijakiem. Do słupów przymocowane są podpory, na których umieszcza się próbkę w taki sposób aby karb usytuowany był od strony przypór. Po zwolnieniu zaczepu wahadło z bijakiem opada z najwyższego położenia określonego kątem {\displaystyle \alpha ,} zamieniając swą początkową energię potencjalną {\displaystyle K_{max}} na kinetyczną. Uderzając w próbkę w najniższym swym położeniu, młot osiąga maksymalną prędkość.
{\displaystyle v={\sqrt[{2}]{2gR(1-\cos \alpha )}},}
gdzie:
{\displaystyle g} – przyspieszenie ziemskie,
{\displaystyle R} – odległość od osi wahadła do środka próbki,
{\displaystyle \alpha } – kąt spadania wahadła młota.
Po złamaniu próbki reszta energii kinetycznej młota zmienia się w energię potencjalną, której wartość jest proporcjonalna do wysokości, jaką osiągnęło wahadło po próbie. Kąt wychylenia wahadła po próbie {\displaystyle \beta } określa wskazówka na skali popychana przez zabierak, który obraca się wraz z wahadłem. Za pomocą hamulca zatrzymuje się wahadło po złamaniu próbki.
Początkowa energia młota (w położeniu górnym):
{\displaystyle K_{max}=mgR(1-\cos {\alpha }),}
a po próbie:
{\displaystyle K_{min}=mgR(1-\cos \beta ),}
gdzie {\displaystyle m} jest masą wahadła młota sprowadzona do środka uderzenia. Praca łamania próbki:
{\displaystyle K=K_{max}-K_{min}=mgR(\cos \beta -\cos \alpha ).}
Zgodnie z normą PN-EN 10045-1 standardowe warunki badania przewidują stosowanie młotów o początkowej energii {\displaystyle K_{max}=300\pm 10\ \mathrm {[J]} } chociaż dopuszcza się używanie młotów o innej energii początkowej (150, 100, 50, 10 lub 5 [J]). Charakterystyczne wymiary młota są określone w powyższej normie.